# کینزلی اس. بینگهام
کینزلی اسکات بینگهام (به انگلیسی: Kinsley Scott Bingham) سناتور سابق عضو حزب جمهوری‌خواه ایالات متحده آمریکا بود. وی در سال ۱۸۵۹ تا ۱۸۶۱ میلادی سناتور ایالت میشیگان در سنای ایالات متحده آمریکا بود.